# Малу Драєр

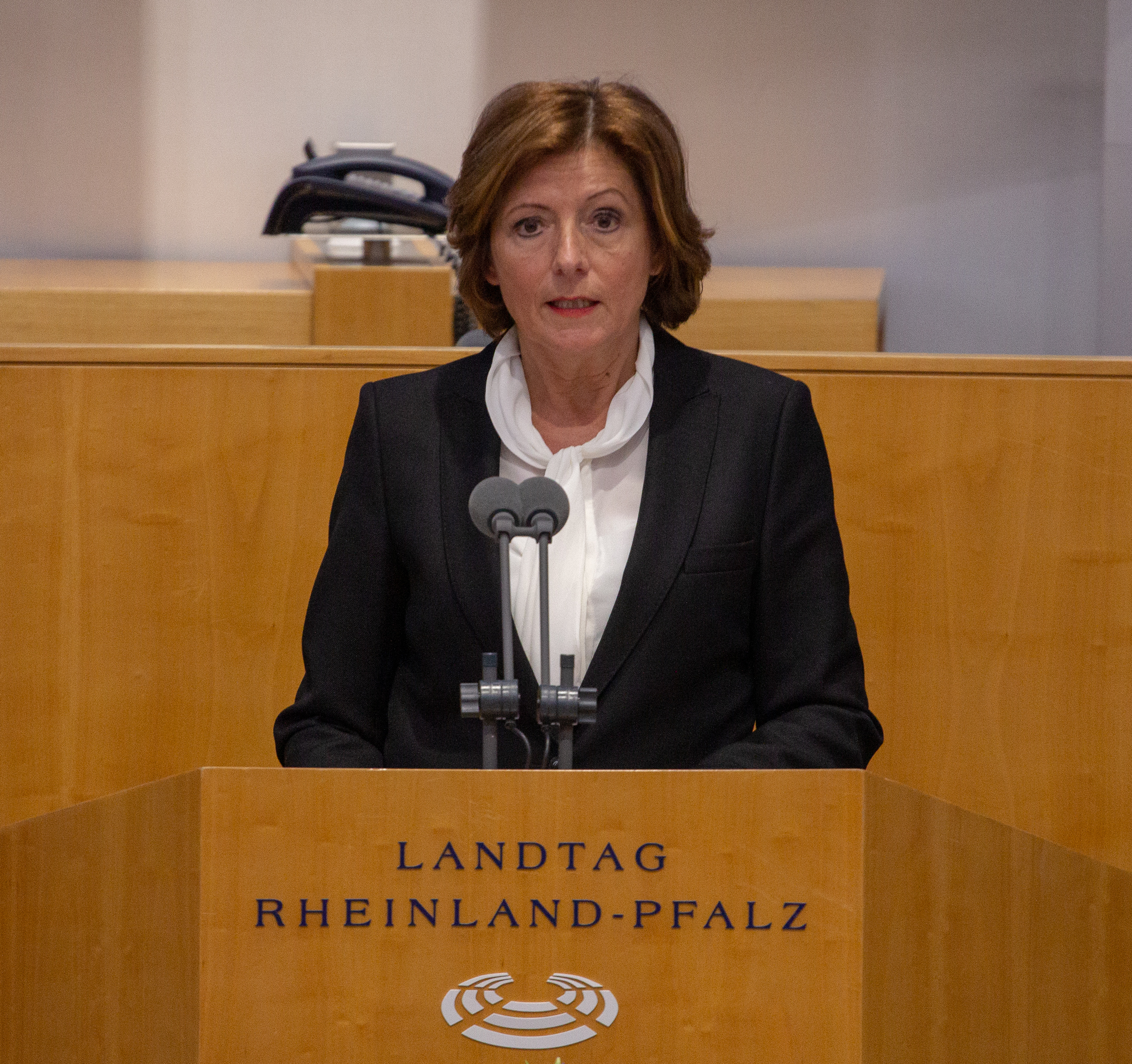
Малу Драєр, 2019

Марі-Луїзе Анна «Малу» Драєр (нім. Malu Dreyer; 6 лютого 1961, Нойштадт) — німецька політична діячка (СДП), з 16 січня 2013 року — прем'єр-міністерка землі Рейнланд-Пфальц. З 18 травня 2016 року вона очолює перший червоно-жовто-зелений урядовий кабінет у країні (альянс СДП, ВДП і Зелених, відомий як «світлофорна коаліція»). Раніше очолювала червоно-зелену коаліцію. Драєр є також головою Комісії з питань телерадіомовлення земель і головою ради директорів 2-го Каналу Німецького Телебачення — ZDF.
З 1 листопада 2016 року по 31 жовтня 2017 року обіймала посаду президента Бундесрату.
Раніше, з березня 2002 року, вона належала до земельного уряду Рейнланд-Пфальц, обіймаючи посаду міністерки з соціальних питань, праці та сім'ї.
Після відставки Андреи Налес вона тимчасово очолювала СДП з червня 2019 року по грудень 2019 року, поки не були обрані нові голови. З грудня 2017 року по грудень 2019 року вона була заступницею голови федерації своєї партії.

## Життєпис

### Походження, навчання і професійна кар'єра (1961—2002)
Драєр народилася другою дитиною у сім'ї виховательки й директора школи. Після навчання за кордоном у Клермонті, штат Каліфорнія у 1977 році та закінчення абітури у 1980 році у гімназії імені Кете Кольвіц в Нойштадт-ан-дер-Вайнштрассе вона почала вивчати англістику і католицьку теологію в Університеті Майнца ім. Йоганна Гутенберга. Наступного року перейшла на факультет правознавства. У 1987 році вона склала перший, а через три роки другий державний іспит.
З 1989 року Драєр працювала в Університеті Майнца науковою співробітницею Ганса-Йоахіма Плуґа. У 1991 році вона була призначена суддею на пробний період і отримала контракт на службу на посаду прокурорки в місті Бад-Кройцнах.

### Політична діячка СДП з 1994 року
Драєр є членкинею СДП з 1994 року. З 1995 по 1997 роки вона була на посаді мера міста Бад-Кройцнах. З 1997 року вона очолювала відділ із соціальних питань, молоді й житла столиці федеральної землі Рейнланд-Пфальц — Майнц.

#### Міністерка уряду Рейнланд-Пфальц (2002—2013)
15 березня 2002 року тодішній прем'єр-міністр Курт Бек призначив її у свій кабінет наступницею Флоріана Герстера. Драєр була міністеркою праці, соціальних питань, охорони здоров'я і демографії землі Рейнланд-Пфальц до січня 2013 року. В державному парламенті Рейнланд-Пфальц її сильно критикувала опозиція в ході так званої «афери-Родальбен». У листопаді 2003 року була зарізана на смерть вихователька молодіжного виховного закладу в південно-західному місті Пфальц двома ув'язненими 16 й 17 років. Опозиція звинуватила міністерку соціальних справ у нехтуванні плануванням і реалізацією проєкту «розміщення у виховному закладі замість попереднього ув'язнення» та вимагала її відставки у 2004 році.
З 2005 по 2013 рік Драєр була головою СДП Трір. На земельних виборах 26 березня 2006 року, які були надзвичайно успішними для СДП, Драєр висувала свою кандидатуру на окрузі Трір як наступниця президента ландтаґу Крістофа Ґрімма; серед іншого вона змагалася проти голови земельної партії ХДС і головного кандидата Крістофа Бера, який пішов у відставку з усіх партійних повноважень після виборів. На земельних виборах 2011 року вона знову отримала прямий мандат в окрузі Трір, набравши 40,6 %перших голосів. На земельних виборах 2016 року їй вдалося збільшити кількість перших голосів до 49,6 % і, таким чином, знову виграти у виборчому окрузі.

#### Прем'єр-міністерка Рейнланд-Пфальц (2013 рік по сьогодні)

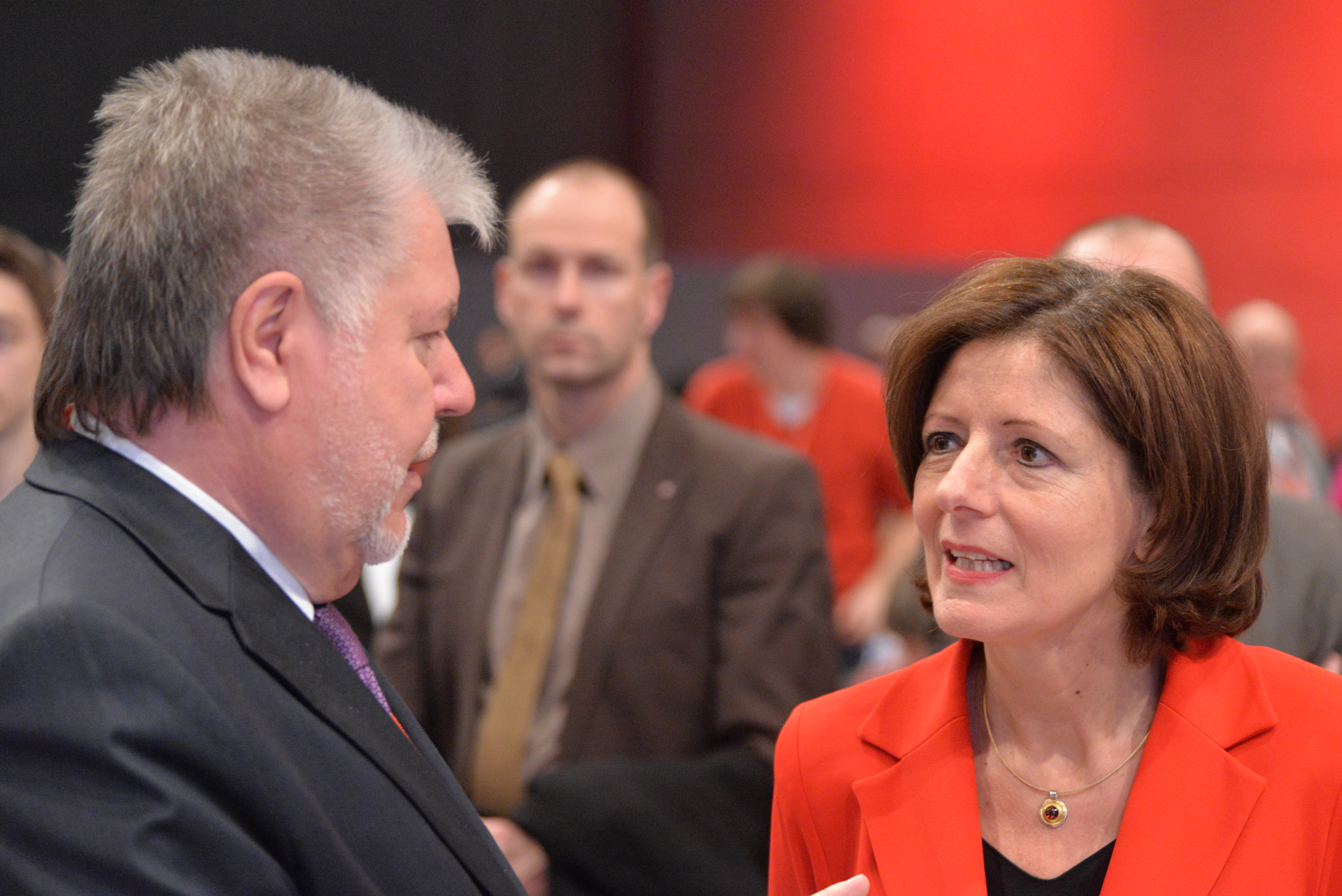
Малу Драєр на конференції федеральної партії СДП разом з її попередником Куртом Беком, 2015 рік

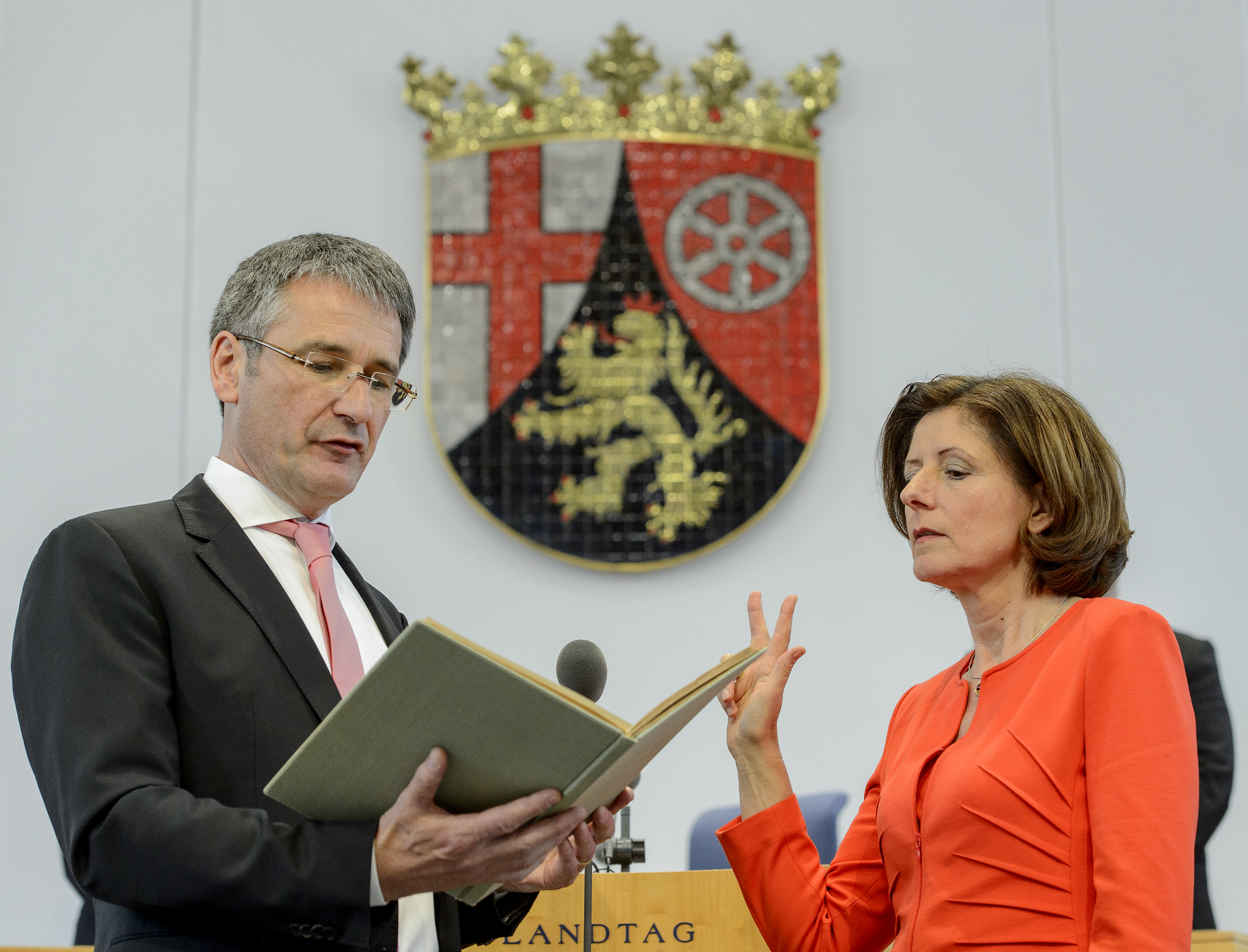
Малу Драєр складає присягу на посаду прем'єрміністерки 18 травня 2016 року в ландтазі; ліворуч президент ландтаґу Гендрік Герінґ

Після того, як 28 вересня 2012 року Курт Бек оголосив про свою відставку з посади прем'єр-міністра Рейнланд-Пфальц з початку 2013 року, 16 січня 2013 року Драєр була обрана ландтаґом на посаду глави уряду, набравши 60 із 100 голосів. Вона стала першою жінкою, яка управляє землею Рейнланд-Пфальц. На момент її обрання у Німеччині було ще троє прем'єрміністерок (Ганнелоре Крафт, Аннеґрет Крамп-Карренбауер і Крістіне Ліберкнехт). Дреєр також перейняла від Курта Бека посаду голови Комісії радіомовлення земель.
На земельних виборах 13 березня 2016 року вона вперше висунула свою кандидатуру як головна кандидатка від СДП. Таким чином, партія змогла досягти кінцевого результату, набравши 36,2 % голосів. Як зазначали деякі попередні опитування, СДП досить відставала від ХДС на більшості виборчих дільниць за останні два роки до виборів. ЗМІ відзначали, що СДП змогла досягнути значних показників завдяки великій популярності Малу Драєр.
На противагу цьому ХДС зазнала провалу з кінцевим результатом у 31,8 % голосів, який був найнижчим в історії партії. Лідерка депутатської групи ХДС Юлія Клекнер вдруге зазнала поразки як головна кандидатка ХДС на земельних виборах у Рейнланд-Пфальц.
18 травня 2016 року Драєр була переобрана прем'єр-міністеркою коаліції СДП-ВДП-Зелених, набравши 52 голоси. 8 червня 2016 року Драєр оголосила, що через подвійне навантаження вона складе свій мандат у ландтазі 1 серпня 2016 року.
14 жовтня 2016 року була обрана наступницею Станіслава Тілліха на посаду голови Бундесрату. Вона була на цій посаді з 1 листопада 2016 року по 1 листопада 2017 року.
30 червня 2017 року Драєр обрана головою Ради директорів ZDF.
На конференції партії СДП 7 грудня 2017 року Драєр обрана однією із федеральних президентів партії.

### Кабінети
- Кабінет Бека III (березень 2002 — травень 2006): міністерка праці, соціальних питань, сім'ї та охорони здоров'я
- Кабінет Бека IV (травень 2006 — травень 2011): міністерка праці, соціальних питань, охорони здоров'я, сім'ї та жінок
- Кабінет Бека V (травень 2011 — січень 2013): міністерка з соціальних питань, праці, охорони здоров'я та демографії
- Кабінет Драєр I (січень 2013 — травень 2016): прем'єр-міністерка
- Кабінет Драєр II (18 травня 2016 — травень 2021 року): прем'єр-міністерка
- Кабінет Драєр III (з травня 2021)

## Особисте життя

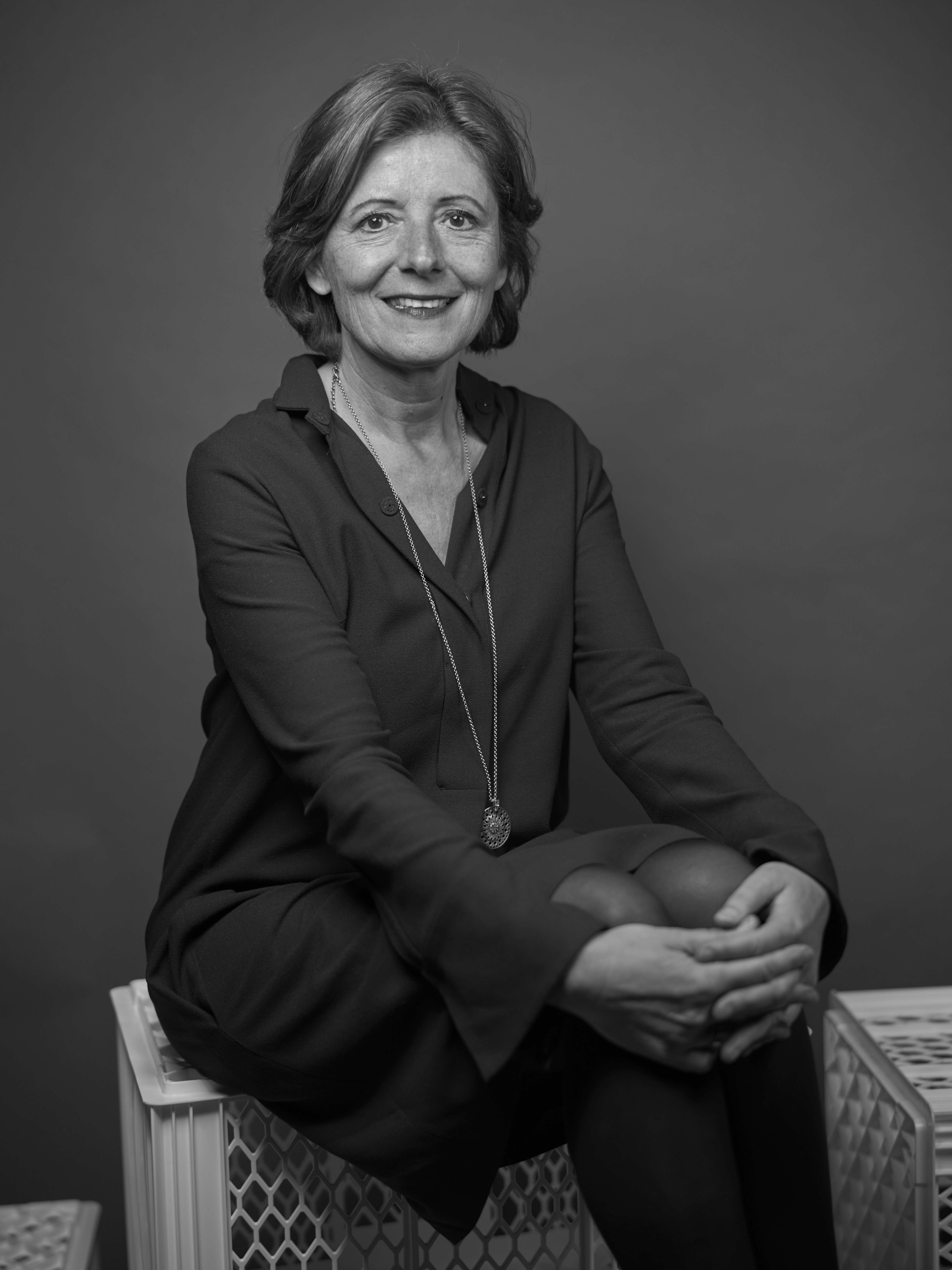
Малу Драєр, re: publica 2019

Малу Драєр одружена з Клаусом Єнсеном, який з липня 2004 року обіймав посаду державного секретаря землі Рейнланд-Пфальц, а з 2007 по 2015 роки — мера Тріра. Сповідниця-католичка живе з чоловіком в районі Шамматдорф неподалік бенедиктинського абатства святого Маттея у Трірі. У листопаді 2016 року Центральний комітет німецьких католиків обрав Малу Драєр однією із 45 членів.
У 1995 році у Драєр був діагностований розсіяний склероз, тому їй доводиться використовувати інвалідний візок на більші відстані. Крім того, вона є покровителькою TAG Trier — проєкту для людей із розсіяним склерозом.

## Відзнаки
- 2015: Німецька премія за догляд
- 2018: Премія миру ім. Генріха Альберца[21]
- 2019: Премія ім. Августа Бебеля Фонду Августа Бебеля[22]

## Праці
- Майбутнє — мій друг: як досягнути людської і чесної політики, Малу Драєр і Гайо Шумахер. Бастей Люббе (Quadriga), Кельн 2015, ISBN 978-3-86995-083-9.